# Richard Ndambu Wolang
Richard Ndambu Wolang, né le 10 mars 1952 à Dibaya Lubwe, est un homme politique congolais du Congo-Kinshasa.
Il est le gouverneur de la province de Bandundu du 27 janvier 2007 à 2011. 

## Biographie
Richard Ndambu Wolang est né à Dibaya Lubwe, dans le district d’Idiofa dans la province de Bandundu en République démocratique du Congo. Il est né de père et de mère d’une tribu Ngoli, le village natal de sa mère s'appelle Kabamba et celui de son père Matar. Il a fait ses études secondaires et humanitaires au collège Ntobi à Ipamu (1re et 2e secondaire), à l’institut Lankwan à Idiofa  (3e et 4e secondaire ) et à Bandundu ville (5e et 6e secondaire), précisément en mathématiques-physique. Il a poursuivi ses études universitaires en médecine à l’université de Kinshasa (UNIKIN), où il s’est ensuite dirigé dans une spécialisation en santé publique.

## Carrière
Après avoir terminé ses études universitaires, il est devenu médecin dans une mission catholique au village Mokala puis préfet. Il est gradé et envoyé à Bandundu ville où il est nommé médecin général provincial (MIP). En 2006, 10 ans plus tard, il est élu député provincial et, en 2007, gouverneur de la province de Bandundu. Déchu par l’assemblée provinciale de Bandundu, il est réhabilité par la cour suprême de Kinshasa. Son retour à Bandundu ville était problématique, finalement après avoir été élu comme député national en 2011, il a démissionné de son poste de gouverneur. Il est le premier gouverneur à démissionner en 2011. Actuellement, il est député en République démocratique du Congo 